# Ernst Scholz
Ernst Scholz, född 3 maj 1874 i Wiesbaden, död 26 juni 1932 i Berlin, var en tysk politiker.
Scholz var 1899–1900 domstolsassessor, ägnade sig sedermera åt kommunal förvaltningsverksamhet i olika städer och blev 1912 överborgmästare i Kassel. Han var 1913–1920 överborgmästare i Charlottenburg samt juni 1920 till maj 1921 riksekonomiminister i Konstantin Fehrenbachs ministär. 
Scholz tog bland annat initiativ till upprättande av en kommunalbank, avsedd att främja samverkan mellan olika städer vid upptagande av lån. Han var ordförande i de högre ämbetsmännens riksförbund (från 1922) och i Tysklands högre kommunalämbetsmäns yrkesförening. Han var 1912–18 ledamot av preussiska herrehuset och 1920–31 ledamot av Weimarrepublikens riksdag, där han tillhörde Deutsche Volkspartei (DVP).